# 毓庆堂
毓庆堂位于中国江西省新余市分宜县介桥村，从初建至今大约有六百多年的历史。2005年4月新余市人民政府公布毓庆堂为市级文物保护单位。

## 沿革
毓庆堂为当地介桥村严氏家族的宗祠，是介桥严氏第九世祖仲恭所建，之后历年共有过三次大修扩建。在文化大革命中受到破坏，不过主体还保存完整，于1980年进行一次修整。
进入二十一世纪之后，当时严氏发展活跃，毓庆堂又进行更大规模的修理恢复工程，祠堂内原存的一百多块古牌匾也有二十多件被寻回。毓庆堂现貌共分三进厅堂，大堂前立有碑坊，上面正额写着“天兴子孙富贵；方伯世家”，两侧楹联分别写着“介水流长，连绵甲第金瓯固；笏峰俊秀，璀璨人文玉树芳”。

## 世系
在介桥的《严氏族谱》里，有以毓庆堂为名记载的世系谱，名字为《毓庆堂世系传流图》。时面记载了毓庆堂一世祖至十九世祖的世系，其中有严孟衡、严嵩、严云从三人皆进士。现在介桥村的严氏也以研究考辨严嵩是否明朝第一奸臣，而进对严嵩故里介桥村各种遗迹进行考察保护，对严嵩平生资料较有考究者在当地有严曰文、严小平等人。